# Zenobiusz Kowalik
Zenobiusz Kowalik (ukr. Зиновій Ковалик; ur. 18 sierpnia 1903 w Iwaczowie Górnym k. Tarnopola, zm. 30 czerwca 1941 we Lwowie) – duchowny greckokatolicki, redemptorysta, błogosławiony Kościoła katolickiego, męczennik.
Studiował filozofię i teologię w Belgii. W 1932 roku przyjął święcenia kapłańskie, prowadził misje wśród wyznawców prawosławia na Wołyniu. Następnie pracował w Stanisławowie.
Po sowieckiej agresji na Polskę przeniósł się do klasztoru redemptorystów we Lwowie. Aresztowany 20 grudnia 1940 roku, więziony i torturowany w więzieniu na Brygidkach. W czasie masakry więziennej NKWD został ukrzyżowany na drzwiach swojej celi.
Beatyfikowany przez Jana Pawła II dnia 27 czerwca 2001 roku we Lwowie w grupie 27 nowomęczenników greckokatolickich.